# Stephanos (Mediziner)
Stephanos (auch Stephanos von Athen und Stephanos von Alexandria genannt) war ein byzantinischer Arzt und Kommentator medizinischer Werke aus Athen, der um 600 in Alexandria wirkte.
Stephanos war Schüler eines in Alexandria lehrenden Asklepios, der nicht mit dem Neuplatoniker Asklepios von Tralleis zu verwechseln ist. Von den Stephanos zugeschriebenen Schriften sind vier erhalten geblieben: ein Kommentar zu einer urognostischen Schrift von Magnos von Emesa (Στεφάνου περἰ οὔρων), Kommentare zu den Aphorismen und zum Prognostikón des Hippokrates und (unter Verwendung der pharmakologischen Terminologie des Pedanios Dioskurides) zu Galens Methodos Medendi (Ad Glauconem). Alle Kommentare zeugen durch Aufbau und Methodik von der Kenntnis sowohl des Ausbildungswesens der Ärzte in Alexandria als auch der Philosophie der Zeit. Parallelen zwischen Stephanos’ Aphorismen-Kommentar und dem des Theophilos Protospatharios (7. Jahrhundert?), einer der Begründer einer spekulativen Diagnostik durch Harnschau, der auch für Stephanos’ Lehrer gehalten wurde, aus dem 9./10. Jahrhundert beruhen wohl auf der Nutzung derselben Vorlage.
In der handschriftlichen Überlieferung seiner Werke wird Stephanos durchweg als Philosoph bezeichnet. Somit gilt seine Gleichsetzung mit mehreren gleichnamigen Philosophen als möglich, ist aber sehr problematisch. Die Hypothese, er sei mit dem Neuplatoniker Stephanos von Alexandria identisch, wird heute eher abgelehnt. Zu den anderen erwogenen Gleichsetzungen zählt die mit einem Athener, der um 606 in Konstantinopel Philosophie unterrichtete.